# 天主教坎波巴索-波亚诺总教区
天主教坎波巴索-波亚诺总教区是罗马天主教在意大利南部设立的一个总教区，1927年坎波巴索教区和波亚诺教区合并，1973年升格为总教区。